# 이학주 (배우)
이학주(李學周, 본래 1989년 1월 9일 음력 1988년 12월 ~ )는 대한민국의 배우이다.

## 학력
- 한양대학교 연극영화학과(학사)

## 출연 작품

### 영화
- 《드림》 (2023년) - 엔터 직원 1 역 (우정출연)
- 《헤어질 결심》 (2022년) - 이지구 역
- 《연애 빠진 로맨스》 (2021년) - 민석 (우정출연)
- 《싱크홀》 (2021년)
- 《어서오시게스트하우스》 (2020년) - 준근 역
- 《왓칭》 (2019년) - 준호 역
- 《뺑반》 (2019년) - 가르마 역
- 《협상》 (2018년) - 박민우 역
- 《나를 기억해》(2018년) - 김동진 역
- 《골든 슬럼버》(2018년) - 형사 2 역
- 《사우나》 (2017년)
- 《갈 수 없는 나라》 (2017년) - 호재 역
- 《꿈의 제인》 (2017년) - 정호 역
- 《가을 우체국》(2017년) - 임준 역
- 《티치 미》 (2016년) - 서준열 역
- 《통 메모리즈》 (2016년) - 이정우 역
- 《관계없는 우주》 (2016년) - 학주 역
- 《날, 보러와요》 (2016년) - 한동식 역
- 《사우나》 (2015년)
- 《치욕일기》 (2015년) - 희수 역
- 《폭력의 틈》 (2015년) - 충희 역
- 《무뢰한》 (2015년) - 성철 역
- 《비행소녀》 (2014년)
- 《12번째 보조사제》 (2013년) - 보조사제 (최승호 아가토) 역
- 《난 널 알아》 (2013년) - 민석 역
- 《밥덩이》 (2012년)

### 드라마
- 2015년 KBS1 특집드라마 《눈길》 - 소년병 역
- 2015년 tvN 금토드라마 《오 나의 귀신님》 - 신경모 역
- 2015년 KBS2 단막극 《KBS 드라마 스페셜 - 짝퉁패밀리》 - 이민수 역
- 2016년 OCN 금토드라마 《38사기동대》 - 안창호 역
- 2016년 KBS2 단막극 《KBS 드라마 스페셜 - 웃음실격》 - 도식 역
- 2017년 SBS 월요드라마 《초인가족 2017》 - 최준우 역
- 2018년 tvN 주말드라마 《미스터 션샤인》 - 김안평 젊은 시절 역
- 2018년 KBS2 단막극 《KBS 드라마 스페셜 - 도피자들》 - 지욱 역
- 2018년 tvN 주말드라마 《알함브라 궁전의 추억》 - 김상범 역
- 2019년 KBS2 수목드라마 《저스티스》 - 마동혁 역
- 2019년 JTBC 금토드라마 《멜로가 체질》 - 노승효 역
- 2020년 JTBC 금토드라마 《부부의 세계》 - 박인규 역
- 2020년 JTBC 월화드라마 《야식남녀》 - 강태완 역
- 2020년 JTBC 수목드라마 《사생활》 - 김명현 역
- 2021년 Netflix 오리지널 드라마 《마이 네임》 - 정태주 역
- 2021년 Wavve 오리지널 드라마 《이렇게 된 이상 청와대로 간다》 - 김수진 역
- 2021년 JTBC 수목드라마 《공작도시》 - 한동민 역
- 2022년 tvN 단막극 《O'PENing - 오피스에서 뭐하Share?》 - 박현우 역
- 2022년 Disney+ 오리지널 드라마 《형사록》 - 손경찬 역
- 2023년 Disney+ 오리지널 드라마 《형사록 시즌2》 - 손경찬 역
- 2023년 MBC 금토드라마 《연인》 - 남연준 역
- 2024년 TVING 오리지널 드라마 《LTNS》 - 정수 역
- 2024년 tvN 월화드라마 《가석방심사관 이한신》 - 지명섭 역
- 2025년 쿠팡플레이 오리지널 드라마 《뉴토피아》 - 알렉스 역
- 2025년 tvN 토일드라마 《감자연구소》 - 박기세 역
- 2025년 JTBC 토일드라마 《에스콰이어 : 변호사를 꿈꾸는 변호사들》 - 이진우 역

### 예능
- 2020년 JTBC 《아는 형님》 - 게스트
- 2021년 KBS2 《옥탑방의 문제아들》 - 게스트
- 2021년 MBC 《전지적 참견 시점》 - 게스트
- 2024년 tvN 《이 말을 꼭 하고 싶었어요》 - 게스트

### 연극
- 2014년 《두 덩치》 - 연 역(2014년 8월 14일 ~  8월 31일)

### 매거진
- 에스콰이어 2021.12(1월호)
- 매거진 유유 2017.04(6호)
- 그라치아 코리아 2016.7(80호)
- 엘르 코리아 2016.4
- 마리끌레르 코리아 2016.2

## 수상 및 후보
| 연도 | 시상식                         | 부문                  | 작품                         | 결과 |
| ---- | ------------------------------ | --------------------- | ---------------------------- | ---- |
| 2014 | 제12회 아시아나국제단편영화제  | 단편의 얼굴상         | 12번째 보조사제              | 수상 |
| 2020 | 제28회 대한민국 문화연예대상   | 드라마부문 우수연기상 | 부부의 세계                  | 수상 |
| 2021 | 제7회 아시아태평양 스타 어워즈 | 남자 신인상           | 부부의 세계                  | 후보 |
| 2021 | 제41회 청룡영화상              | 신인남우상            | 어서오시게스트하우스         | 후보 |
| 2022 | 제58회 백상예술대상            | TV부문 남자 조연상    | 이렇게 된 이상 청와대로 간다 | 후보 |
| 2022 | 제1회 청룡시리즈어워즈         | 드라마부문 남우조연상 | 이렇게 된 이상 청와대로 간다 | 수상 |